# Czachowo (województwo dolnośląskie)
Czachowo – wieś w Polsce położona w województwie dolnośląskim, w powiecie trzebnickim, w gminie Zawonia.

## Podział administracyjny
W latach 1975–1998 miejscowość administracyjnie należała do województwa wrocławskiego.

## Nazwa
W księdze łacińskiej Liber fundationis episcopatus Vratislaviensis (pol. Księga uposażeń biskupstwa wrocławskiego) spisanej za czasów biskupa Henryka z Wierzbna w latach 1295–1305 miejscowość wymieniona jest w zlatynizownej formie Czathow.
Wieś nosiła następujące nazwy: Tschachawe do 1937 roku, Bolkohof w latach 1937-1945, Czachowo od 1945 roku.

## Zabytki
Do wojewódzkiego rejestru zabytków wpisany jest:
- zespół pałacowy, z przełomu XIX/XX w.:
  - pałac
  - park